# Sexodus
Sexodus är ett album av Army of Lovers från 2023.

## Låtlista
1. Sexodus
2. Love Is Blue (featuring Olya Polyakova)
3. What’s That Look (featuring Tamer Wilde)
4. Romanism
5. Bring Your Love
6. Israelism 2023
7. Clash Of The Titans
8. Tragedy
9. Signed On My Tattoo (featuring Gravitonas)
10. People Are Lonely (featuring Gravitonas)